# Apatophysis richteri
Apatophysis richteri är en skalbaggsart som beskrevs av Maurice Pic 1956. Apatophysis richteri ingår i släktet Apatophysis och familjen långhorningar.
Artens utbredningsområde är Iran. Inga underarter finns listade i Catalogue of Life.